# Bella Hristova
Bella Hristova (en bulgare : Белла Христова), née le 28 décembre 1985 à Pleven, est une violoniste bulgaro-américaine.

## Jeunesse et formation
Née à Pleven de parents respectivement russe et bulgare, Bella Hristova commence à étudier le violon à l'âge de six ans. À douze ans, elle participe à une master class organisée par Ruggiero Ricci au Mozarteum de Salzbourg. En 2003, elle commence ses études supérieures de violon à l'Institut Curtis de Philadelphie, où elle travaille notamment sous la responsabilité d'Ida Kavafian.

## Carrière

### Professeur
Bella Hristova organise des Master Class à destination de violonistes prometteurs ; celles-ci, à cause de la pandémie de Covid-19, ont lieu en ligne en 2020.
La violoniste joue sur un instrument de Niccolò Amati réalisé en 1655, qui a entre autres appartenu à Louis Krasner.

### Concertiste
L'association Jeunes artistes de concert (en) permet conjointement à Bella Hristova et à la pianiste lituanienne Ieva Jokubaviciute de se faire connaître du public américain en 2010. Le New York Times y loue la « virtuosité » de la violoniste, ainsi que ses « nuances expressive » et sa « sonorité riche », tandis que le Washington Post remarque plus particulièrement « la puissance et le contrôle impressionnants » de l'artiste, qui est capable de « sensibilité » et de « tendresse », mais impressionne surtout par « sa maîtrise naturelle des accords tranchants et des courses précipitées ».
En 2013, Bella Hristova est récipiendaire du Avery Fisher Career Grant (en) au sein du quatuor Escher String Quartet (en).

## Vie privée
Bella Hristova est mariée au compositeur américain David Ludwig (en).